# Nathalie Krebs
Nathalie Krebs est une actrice française de cinéma et de théâtre.

## Biographie
Nathalie Krebs est une ancienne élève de l'École nationale supérieure des arts et techniques du théâtre et du Conservatoire national supérieur d'art dramatique.

## Filmographie partielle

### Cinéma
- 1983 : L'Indic de Serge Leroy : la conférencière
- 1987 : Association de malfaiteurs de Claude Zidi : Françoise Carlier
- 1993 : Louis, enfant roi de Roger Planchon : Marguerite, duchesse d'Orléans
- 1994 : Intimité de Dominik Moll : Françoise
- 1994 : Pas très catholique de Tonie Marshall : Maryse, la secrétaire
- 1995 :  Le Hussard sur le toit de Jean-Paul Rappeneau : Madame Barthélémy
- 1996 : Les Grands Ducs de Patrice Leconte : Irène
- 2001 : Un aller simple de Laurent Heynemann : Chantal
- 2001 : Tanguy d'Étienne Chatiliez : Noëlle Sapin
- 2002 : À la folie... pas du tout de Lætitia Colombani : Sonia Jasmin
- 2013 : 100% cachemire de Valérie Lemercier : l'hôtesse de l'air
- 2019 : Tanguy, le retour d'Étienne Chatiliez : Noëlle Sapin

### Télévision
- 1993-1995 : Seconde B : Madame Malot (7 épisodes)
- 1995 : La Vie de Marianne de Benoît Jacquot : Madame Dorsin
- 1995 : L'instit de Laurent Heynemann : Mlle Pennac (saison 3, épisode 3 : L'angélus du corbeau)
- 1997 : La vérité est un vilain défaut de Jean-Paul Salomé : la femme de Bruckmann
- 2000 : Crimes en série : la femme médecin (épisode 4 : Variations mortelles)
- 2002 : La Vie devant nous de Xavier Castano : Mme Lozin (épisodes 1 à 4)
- 2003 : Joséphine, ange gardien (saison 7, épisode 4 : Sens dessus dessous)
- 2012 : Drôle de famille ! de Stéphane Clavier : la femme de l'agence (épisode 3 : Chacun pour soi !)
- 2016-2017 : En famille : Françoise (saisons 5 et 6, 5 épisodes)
- 2020 : Scènes de ménage : la voisine de Philippe et Camille
- 2021 : L’homme que j’ai condamné de Laure de Butler
- 2022 : Plus belle la vie (saison 18, 6 épisodes)

## Théâtre
- 2011 : Désiré de Sacha Guitry, mise en scène Serge Lipszyc